# Tratado de Versalles (1919)
El Tratado de Versalles fue un tratado de paz que se firmó en la Sala de los Espejos del Palacio de Versalles en Francia al final de la Primera Guerra Mundial por más de cincuenta países. Este tratado puso fin a lo que sería "la última guerra", trató de limitar futuras aventuras militares por parte de Alemania. Terminó oficialmente con el estado de guerra entre el Imperio alemán y los Aliados de la Primera Guerra Mundial. Fue firmado el 28 de junio de 1919 en la Galería de los Espejos del Palacio de Versalles, exactamente cinco años después del atentado de Sarajevo en el que fue asesinado el archiduque Francisco Fernando, el principal detonante de la Primera Guerra Mundial. A pesar de que el armisticio fue firmado meses antes (11 de noviembre de 1918) para poner fin a las hostilidades en el campo de batalla, se necesitaron seis meses de negociaciones en la Conferencia de Paz de París para concluir el tratado de paz. El Tratado de Versalles entró en vigor el 10 de enero de 1920.
De las muchas disposiciones del tratado, una de las más importantes y controvertidas estipulaba que las Potencias Centrales (Alemania y sus aliados) aceptasen toda la responsabilidad moral y material de haber causado la guerra y, bajo los términos de los artículos 231-248, deberían desarmarse, realizar importantes concesiones territoriales a los vencedores y pagar exorbitantes indemnizaciones económicas a los Estados victoriosos. El Tratado de Versalles fue socavado tempranamente por acontecimientos posteriores a partir de 1922 y fue ampliamente violado en Alemania en los años treinta con la llegada al poder de Adolf Hitler.
Alemania liquidó el pago de las reparaciones de guerra en 1983, pero todavía quedaba pendiente el abono de los intereses generados desde la aprobación del tratado, que ascendían a 125 millones de euros (cambio de 2010). Dichos intereses no podían ser abonados hasta que Alemania estuviese reunificada, dándosele para ello 20 años a partir de ese momento. Por aquellos días, se creía que nunca iban a ser abonados, pero tras procederse a la reunificación del país, se fijó el 3 de octubre de 1990 como fecha de inicio de esos 20 años. Finalmente, Alemania liquidó totalmente las reparaciones de guerra el 3 de octubre de 2010.

## Historia

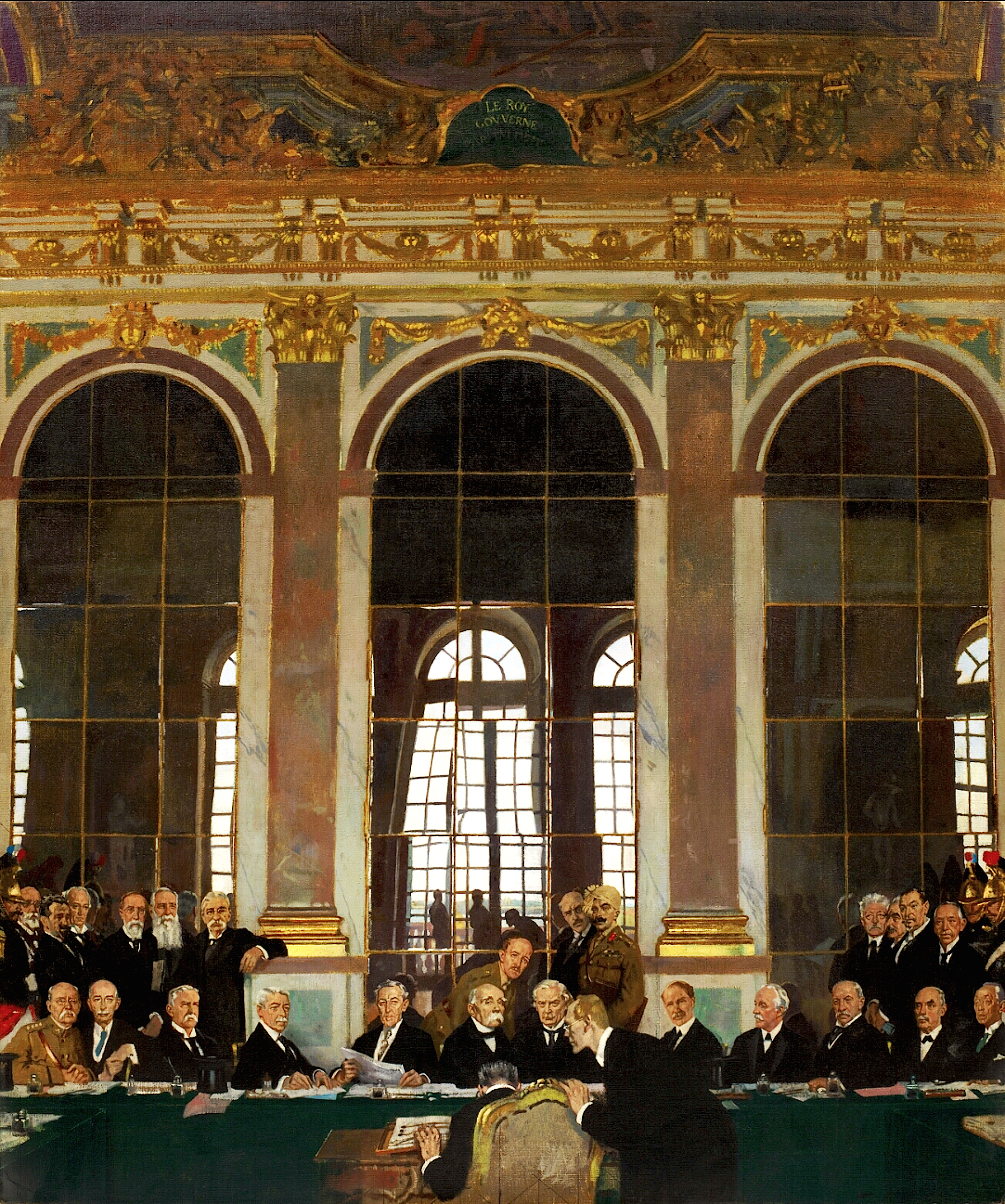
Firma del Tratado en la sala de los Espejos del palacio de Versalles el 28 de junio de 1919

Al finalizar la Primera Guerra Mundial y entrar en vigor el armisticio, los aliados (Tercera República Francesa, el Reino Unido y los Estados Unidos, así como representantes de sus aliados durante la guerra) se reunieron en la Conferencia de Paz de París para acordar los términos de la paz con Alemania (por aquel entonces ya la casi consolidada República de Weimar), el desaparecido Imperio austrohúngaro (entonces ya dividido en la Primera República de Austria, el Reino de Hungría y la Primera República Checoslovaca, así como pérdidas territoriales a favor del Reino de Rumanía, el Reino de Italia y los nuevos Estados de la Segunda República Polaca y el Reino de los Serbios, Croatas y Eslovenos), el Imperio otomano (ya en plena partición) y el Reino de Bulgaria. Los aliados redactaron y firmaron tratados por cada una de las potencias vencidas; el Tratado de Versalles fue el que se le impuso al Imperio alemán.
La guerra se desarrolló en todo el mundo, siendo en Oceanía poco importantes las operaciones, en África más extendidas, mientras que en Asia y Europa fueron particularmente intensas.
Como recuerda J.M. Keynes, Alemania "no se rindió de forma incondicional sino en los términos acordados en relación con el carácter general de la Paz", y en concreto que "Alemania compensará todo el daño causado a la población civil de los Aliados y a su propiedad por la agresión de Alemania por tierra, por mar y desde el aire".
Las discusiones de los términos de la paz empezaron el 18 de enero de 1919, y fue presentado ante Alemania en mayo siguiente como única alternativa; su rechazo habría implicado la reanudación de las hostilidades. El día después de la aceptación del Tratado, el 23 de junio de 1919, fue día de luto en Alemania, considerado como la primera gran derrota del parlamentarismo y el «pecado original» de la recién formada República de Weimar.
Tanto la delegación alemana como el Gobierno alemán consideraron el Tratado de Versalles como un dictado (Diktat) impuesto a la fuerza sin un mecanismo de consulta o participación. De hecho, el conde Ulrich von Brockdorff-Rantzau, quien dirigió la delegación alemana, vio imposibilidad de negociación en la conferencia. Particularmente molesto fue el precepto, incorporado en el Tratado, de la culpa y responsabilidad de Alemania en la iniciación de la guerra. Esto se convirtió en un elemento de tensión en la política interna en Alemania entre la derecha y los grupos nacionalistas —que rechazaban de plano todo el Tratado, siendo partidarios de su revocación— y el centro liberal y los socialdemócratas —que trataban de suavizar las cláusulas más perjudiciales contra Alemania y otros países— para evitar una muy posible guerra de nuevo.
El tratado estableció la creación de la Sociedad de Naciones, por iniciativa del presidente de los Estados Unidos Woodrow Wilson. La Sociedad de Naciones pretendía arbitrar en las disputas internacionales y evitar futuras guerras; sin embargo, se vetó el ingreso a Alemania y a la Rusia Bolchevique.
El primer ministro francés Georges Clemenceau fue el más vehemente en cuanto a las represalias contra Alemania, dado las enormes pérdidas humanas y materiales producidas en suelo francés, donde por la invasión alemana había transcurrido gran parte de la guerra.
Otros requerimientos exigían a Alemania la pérdida de la soberanía sobre sus colonias y otros territorios. Dichas condiciones, impuestas a Alemania, fueron utilizadas por el nazismo para alcanzar el poder y como pretexto para su política expansionista posterior.

## Estructura del tratado

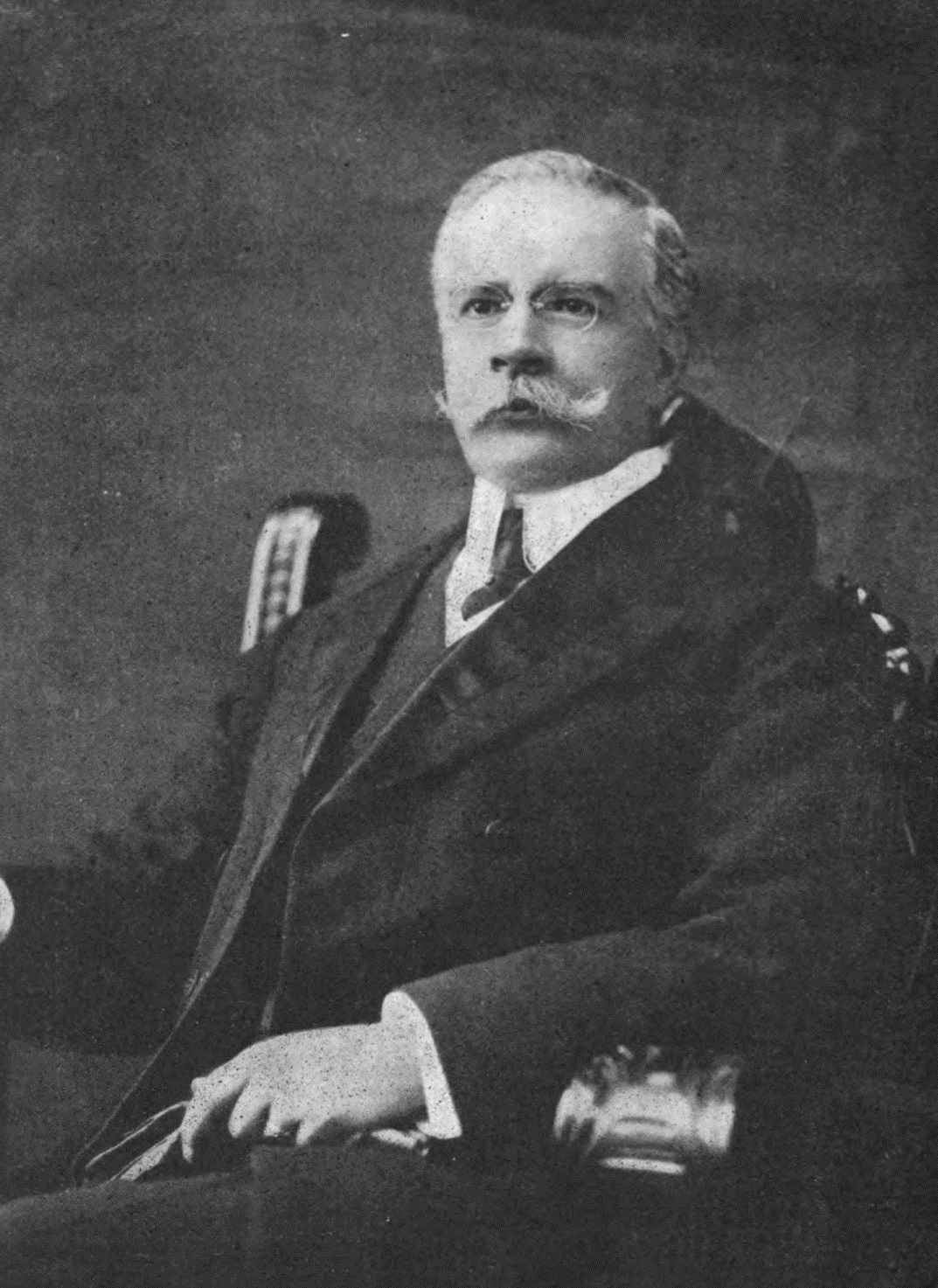
Francisco León de la Barra, expresidente de México: presidente de la Junta de Arbitraje del Tratado de Versalles.

Resumen de la estructura del Tratado de Versalles:
- Parte I - El pacto de la Sociedad de Naciones (artículos 1 al 26 y anexo).[8]
- Parte II - Las fronteras de Alemania (artículos 27 al 30).[9]
- Parte III - Cláusulas para Europa (artículos 31 al 117 y anexos).[10]
- Parte IV - Derechos e intereses alemanes fuera de Alemania (artículos 118 al 158 y anexos).[11]
- Parte V - Cláusulas militares, navales y aéreas (artículos 159 al 213).[12]
- Parte VI - Prisioneros de guerra y cementerios (artículos 214 al 226).[13]
- Parte VII - Sanciones (artículos 227 al 230).[14]
- Parte VIII - Reparaciones (artículos 231 al 247 y anexos).[15]
- Parte IX - Cláusulas financieras (artículos 248 al 263).[16]
- Parte X - Cláusulas económicas (artículos 264 al 312).[17]
- Parte XI - Navegación aérea (artículos 313 al 320 y anexos).[18]
- Parte XII - Puertos, vías marítimas y vías férreas (artículos 321 al 386).[19]
- Parte XIII - Trabajo (artículos 387 al 427 y anexo).[20]
- Parte XIV - Garantías (artículos 428 al 433).[21]
- Parte XV - Previsiones, misceláneas (artículos 434 al 440 y anexo).[22]

### Cláusulas territoriales
A causa del tratado, Alemania redujo considerablemente su territorio europeo de 540 766 km² (1910) antes de la guerra, a 468 787 km² (1925) después de la guerra. Además, fue obligada a ceder todo su imperio colonial, que fue repartido entre las naciones vencedoras (principalmente entre el Reino Unido y Francia).

Mapa de Alemania (1919) en el que se muestran sus pérdidas territoriales en Europa

- Alsacia-Lorena fue restituida a Francia (14 522 km², 1 815 000 habitantes en 1905).
- Sarre quedó bajo la administración de la Sociedad de Naciones, que concedió a Francia su explotación económica durante 15 años, finalmente devuelto a Alemania en 1935 por el plebiscito de Sarre.
- Eupen y Malmedy fueron cedidas a Bélgica, así como Moresnet.
- El norte de Schleswig-Holstein pasó a dominio danés después de los resultados de un plebiscito (3984 km², 163 600 habitantes hacia 1920).
- La mayor parte de la provincia de Posen y Prusia Occidental, parte de Silesia, pasaron a dominio polaco: 53 800 km², 4 224 000 habitantes en 1931 incluyendo 510 km² y 26 000 habitantes de Alta Silesia. (Véase Corredor polaco).
- Danzig y Memel, ciudades costeras del mar Báltico, se configuraron como ciudades libres bajo autoridad polaca y de la Sociedad de Naciones.
- El valle del río Niemen quedó bajo completo control de Lituania.
- Las colonias de Togolandia (87 200 km²) y Camerún se dividieron entre Francia (2/3 partes) y Reino Unido (1/3 parte).
- África del Sudoeste (835 100 km²) (actual Namibia) quedó bajo tutela de la Unión Sudafricana.
- El África Oriental Alemana o Tanganica (995 000 km²) pasó en su mayor parte al Reino Unido, con la excepción de Ruanda y Burundi (que quedaron en manos de Bélgica) y el puerto de Kionga, que fue devuelto a Portugal.
- La Nueva Guinea Alemana (241 231 km²) (parte en la actualidad de Papúa Nueva Guinea) pasó a ser británica, aunque finalmente quedó bajo tutela de Australia. Las islas de Polinesia que se dirigían desde esta se repartieron entre Reino Unido y Japón.
- Prohibición de toda unión política de Austria con Alemania (Anschluss).
- Reducción del Imperio otomano al territorio de la actual República de Turquía, ocupando solo la península de Anatolia y la región de Tracia en torno a Estambul. Los territorios de Siria, Líbano, Irak, y Palestina eran colocados bajo administración francesa y británica, mientras los antiguos territorios otomanos en la península arábiga eran convertidos en Estados independientes.

Mapa de Europa (1923) en el que se muestran los cambios territoriales ocurridos como consecuencia de la Primera Guerra Mundial

### Cláusulas militares
- Entrega de material militar y de la flota de guerra alemana

- Ocupación de la orilla izquierda del Rin y desmilitarización de Renania.
- Reducción del ejército a 100 000 hombres y 4000 oficiales, sin artillería pesada, submarinos ni aviación.
- Prohibición de fabricar material de guerra.
- Disolución del Estado Mayor del Ejército (OHL).
- Supresión del servicio militar obligatorio en Alemania.
- Internacionalización del canal de Kiel.

### Cláusulas morales y políticas
- Según el artículo 231, Alemania (y sus aliados) fueron la única responsable de la guerra:

Los gobiernos aliados y asociados declaran, y Alemania reconoce, la responsabilidad de Alemania y sus aliados por haber causado todos los daños y pérdidas, a los cuales los gobiernos aliados y asociados se han visto sometidos como consecuencia de la guerra impuesta a ellos por la agresión de Alemania y sus aliados.

- Se prohíbe el ingreso de Alemania en la Sociedad de Naciones.

### Cláusulas económicas
- Creación de la Comisión de Reparaciones de Guerra (REPKO), cuyo monto quedaba por definir.
- Entrega de todos los barcos mercantes alemanes de más de 1400 Tm de desplazamiento y cesión anual de 200 000 t de nuevos barcos, para restituir toda la flota mercante perdida por los aliados durante el conflicto.
- Entrega anual de 44 millones toneladas de carbón, 371 000 cabezas de ganado, la mitad de la producción química y farmacéutica, la totalidad de cables submarinos, etc., durante cinco años.
- Expropiación de la propiedad privada alemana en los territorios y colonias perdidas.
- El pago de 132 000 millones de marcos de oro alemanes (para aquella época 31 400 millones de dólares, 6600 millones de libras esterlinas), lo que equivale aproximadamente a 642 000 millones de dólares estadounidenses a fecha de 2020, una suma que Alemania no podía pagar y que muchos economistas en el momento consideraron excesiva,[23] ya que significaba más que las reservas internacionales de Alemania, que según muchos autores causó la posterior hiperinflación.

### Cláusulas laborales
El Tratado de Versalles estableció principios universales y esenciales de los trabajadores, en su artículo 427; los cuales son:
- Primero. El trabajo no debe considerarse meramente como una mercancía o artículo de comercio.

- Segundo. El derecho de asociación por razones lícitas tanto para trabajadores como empleadores.

- Tercero. El pago de un salario adecuado para el empleado, que le permita mantener un estándar de vida razonable, entendido esto en el contexto de su época y país.

- Cuarto. La adopción de 8 horas al día o 48 horas a la semana dirigida a donde esto no se haya aplicado todavía.

- Quinto. La adopción de un descanso semanal, de al menos, 24 horas, el cual debe incluir el domingo siempre que sea posible.

- Sexto. La abolición del trabajo infantil y la imposición de condiciones similares en el trabajo de personas jóvenes, que permitan continuar con su educación para asegurar su adecuado desarrollo físico.

- Séptimo. Mujeres y hombres deben recibir igual remuneración por trabajos de igual valor.

- Octavo. El estándar establecido por las leyes de cada país respetando las condiciones de trabajo deben ser dictadas considerando un tratamiento económico equitativo para todos los trabajadores que residan legalmente en el mismo.

- Noveno. Cada Estado debe aprovisionarse con un sistema de inspección donde deben participar mujeres, para asegurar el cumplimiento de las leyes y regulaciones para la protección de los empleados.

## Recepción y consecuencias

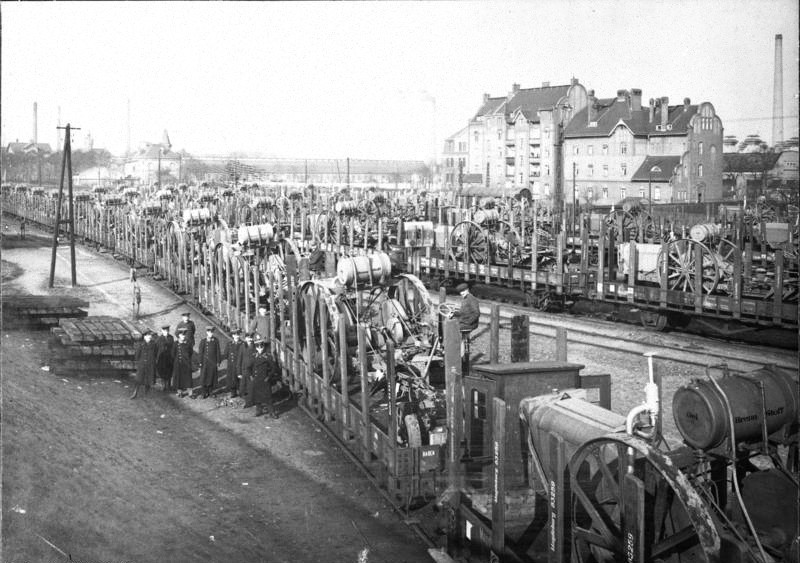
Tren transportando material de las reparaciones de guerra

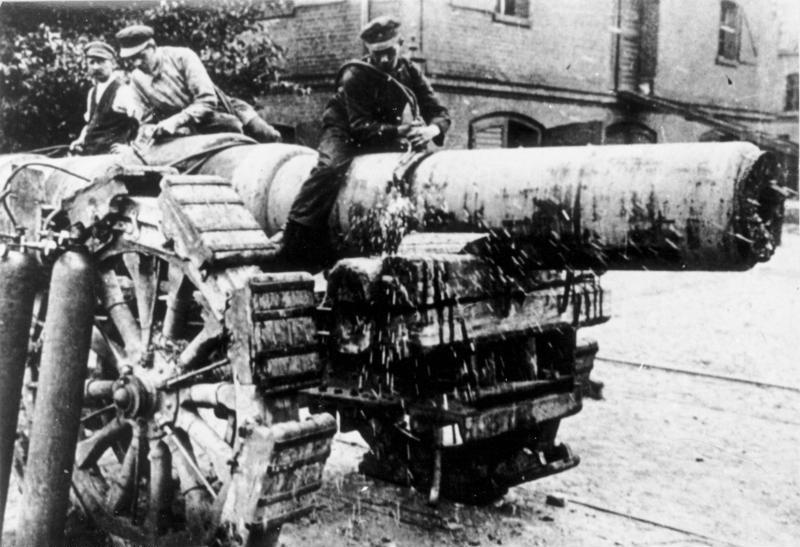
Fotografía de un archivo alemán (1920) ilustrando el desmontado de un cañón pesado, en aplicación de la disposición del Tratado a la destrucción de las armas pesadas.

El Tratado de Versalles fue objeto de múltiples críticas. Las frustraciones y los desequilibrios que hizo nacer, tuvieron un papel importante en las décadas que siguieron. Adolf Hitler se opuso, desde que comenzó su ascensión política, al Tratado de Versalles, que hizo pesar todas las consecuencias de la guerra en los hombros de Alemania. En efecto, según el artículo 231, Alemania es considerada como la responsable de la guerra. El economista británico John Maynard Keynes, que participó en las negociaciones, lo consideró una «paz cartaginesa».
El Senado de los Estados Unidos no quiso firmar el tratado e impidió así la entrada de los Estados Unidos a la Sociedad de Naciones, lo que desde un principio redujo el poder de esta organización.

## Tratados relacionados
También se suscribieron otros tratados (identificados por nombres de suburbios de París) elaborados y acordados en la Conferencia de Paz de París entre los aliados y las derrotadas potencias centrales:
- Armisticio del 11 de noviembre de 1918
- Conferencia de Paz de París (1919)
- Tratado de Saint-Germain-en-Laye con Austria (19 de septiembre de 1919)
- Tratado de Neuilly con Bulgaria (27 de noviembre de 1919)
- Tratado de Trianon con Hungría (2 de junio de 1920)
- Tratado de Sèvres con Turquía (10 de agosto de 1920)